# Trigonostigma somphongsi
Trigonostigma somphongsi là một loài cá vây tia trong chi Trigonostigma. Nó đặc hữu tại Thái Lan. Loài này bị đe dọa do mất môi trường sống.